# Strobilanthes deminutus
Strobilanthes deminutus är en akantusväxtart som beskrevs av Spencer Le Marchant Moore. Strobilanthes deminutus ingår i släktet Strobilanthes och familjen akantusväxter. Inga underarter finns listade i Catalogue of Life.